# لوک کیربی
لوک کیربی (انگلیسی: Luke Kirby؛ زادهٔ ۲۱ ژوئن ۱۹۷۸) یک هنرپیشه اهل کانادا است. وی از سال ۲۰۰۰ میلادی تاکنون مشغول فعالیت بوده‌است.
از فیلم‌ها یا برنامه‌های تلویزیونی که وی در آن نقش داشته‌است می‌توان به این والس از آن تو، درد زایمان، بگو که دوستم داری، جنگل کوچک، پرسی، فرشته سنگی، همه کلاه و گمشده و شوریدگی اشاره کرد.